# Награда „Ристо Ратковић”
Награда „Ристо Ратковић” додељује се за најбољу књигу поезије.
Награду је 1973. установио Организациони одбор песничке манифестације „Ратковићеве вечери поезије”. Награда се састоји од плакете и новчаног износа, а уручење се приређује у оквиру манифестације. Не може се конкурисати књигама избора и поновљеним издањима. Право учешћа имају аутори из Црне Горе, Србије, Босне и Херцеговине и Хрватске.

## Добитници
Досадашњи добитници су:

#### Од 1973. до 1980.
- 1973 — Љубислав Милићевић, за књигу Двојство злата.
- 1973 — Мирослав Ђуровић, за књигу Овидије са Ибра.
- 1974 — Јеврем Брковић, за књигу Брђанска земља – одбио да прими награду.
- 1974 — Гојко Дапчевић, за књигу Руже разума.
- 1975 — Душан Костић, за књигу Капија времена.
- 1976 — Сретен Перовић, за књигу Гладно око – одбио да прими награду.
- 1977 — Мило Краљ, за књигу Камена галија.
- 1978 — Радојица Бошковић, за књигу Почетак заборава.
- 1979 — Доброслав Смиљанић, за књигу Самотан глас у заједничкој успомени.
- 1980 — Драгомир Брајковић, за књигу Крвава свадба у Брзави.

#### Од 1981. до 1990.
- 1981 — Гојко Дапчевић, за књигу Велика крљушт Сунца.
- 1982 — Драгољуб Јекнић, за књигу Кактус.
- 1983 — Исо Калач, за књигу Вјетрометина.
- 1984 — Ранко Јововић, за књигу Дружење са Сократом.
- 1984 — Вукман Оташевић, за књигу Изабране пјесме.
- 1985 — Није додијељена јер по мишљењу жирија ниједна није заслужила.
- 1986 — Тодор Дутина, за књигу Између пса и вука.
- 1987 — Слободан Костић, за књигу Жилиште.
- 1988 — Радован Павловски, за књигу Темелник.
- 1989 — Љубица Милетић, за књигу Дисање на трску.
- 1990 — Ранко Сладојевић, за књигу Сан о љету.

#### Од 1991. до 2000.
- 1991 — Исмет Реброња, за књигу Кероника – одбио да прими награду.
- 1992 — Александар Секулић, за књигу Ово вам је за оно.
- 1993 — Радован Караџић, за књигу Словенски гост.
- 1994 — Илија Лакушић, за књигу Немам другог избора.
- 1995 — Бећир Вуковић, за књигу Црна уметност.
- 1996 — Благоје Баковић, за књигу Грудва у снегу.
- 1996 — Драган Копривица, за књигу Ми и Они.
- 1997 — Ђорђо Сладоје, за књигу Дани Лијевљани.
- 1998 — Павле Поповић, за књигу Раселице.
- 1999 — Тодор Живаљевић Велички, за књигу Душо моја сањива.
- 1999 — Милован Витезовић, за књигу Сећање на нас.
- 2000 — Тиодор Росић, за књигу Балада о грађанину.

#### Од 2000. до 2010.
- 2001 — Ђорђе Николић, за књигу Допис.
- 2002 — Александар Бечановић, за књигу Мјеста у писму.
- 2003 — Богић Ракочевић, за књигу Особине.
- 2003 — Драган Јовановић Данилов, за књигу Хомер предграђа.
- 2004 — Младен Ломпар, за књигу Сјена на сцени.
- 2005 — Душко Новаковић, за књигу Достављено музама.
- 2005 — Милорад Поповић, за књигу Несигурна земља.
- 2006 — Борислав Јовановић, за књигу Кенотаф.
- 2007 — Владимир Ђуришић, за књигу Ништа убрзо неће експлодирати.
- 2008 — Марко Вешовић, за књигу Растанак с Аренцаном – одбио да прими награду
- 2009 — Павле Горановић, за књигу Цинобер.
- 2010 — Ивица Пртењача, за књигу Окрутност.

#### Од 2011. до 2020.
- 2011 — Љубета Лабовић, за књигу Нећу да се будим.
- 2012 — Миле Стојић, за књигу Дуниа.
- 2013 — Ален Бешић, за књигу Голо срце.
- 2014 — Фарук Шехић, за књигу Моје ријеке.
- 2014 — Дејан Алексић, за књигу Бити.
- 2015 — Ибрахим Хаџић, за књигу Дуге сенке кратких песама.
- 2016 — Лана Деркач, за књигу Посвајање неба.[5]
- 2016 — Татјана Бијелић, за књигу Карта више за пикарски транс.[5]
- 2017 — Тања Крагујевић, за књигу Ефекат лептира.[6]
- 2017 — Балша Брковић, за књигу Црно игралиште.[6]
- 2018 — Марко Погачар, за књигу Земља, земља.[7]
- 2019 — Тања Ступар Трифуновић, за књигу Размножавање домаћих животиња.[8]
- 2020 — Оља Савићевић, за књигу Дивље и твоје.[9]
- 2020 — Саладин Бурџовић, за књигу Рифат.[9]

#### Од 2021.
- 2021 — Неџад Ибрахимовић, за књигу Обитељске и друге страшне пјесме.[10]
- 2022 — Велибор Чолић, за књигу Емигрантска мантра.
- 2023 — Маја Солар, за књигу А хтела сам.